# بطولة تونس للكرة الطائرة للرجال 2017–18
بطولة تونس للكرة الطائرة للرجال 2017-2018 هو الموسم رقم 63 من بطولة تونس للكرة الطائرة للرجال.

فاز بهذا الموسم الترجي الرياضي التونسي.

## روابط خارجية
- الموقع الرسمي للجامعة التونسية للكرة الطائرة.